# Basilia transversa
Basilia transversa är en tvåvingeart som beskrevs av Maa 1971. Basilia transversa ingår i släktet Basilia och familjen lusflugor. Inga underarter finns listade i Catalogue of Life.